# Симфонія вогнів

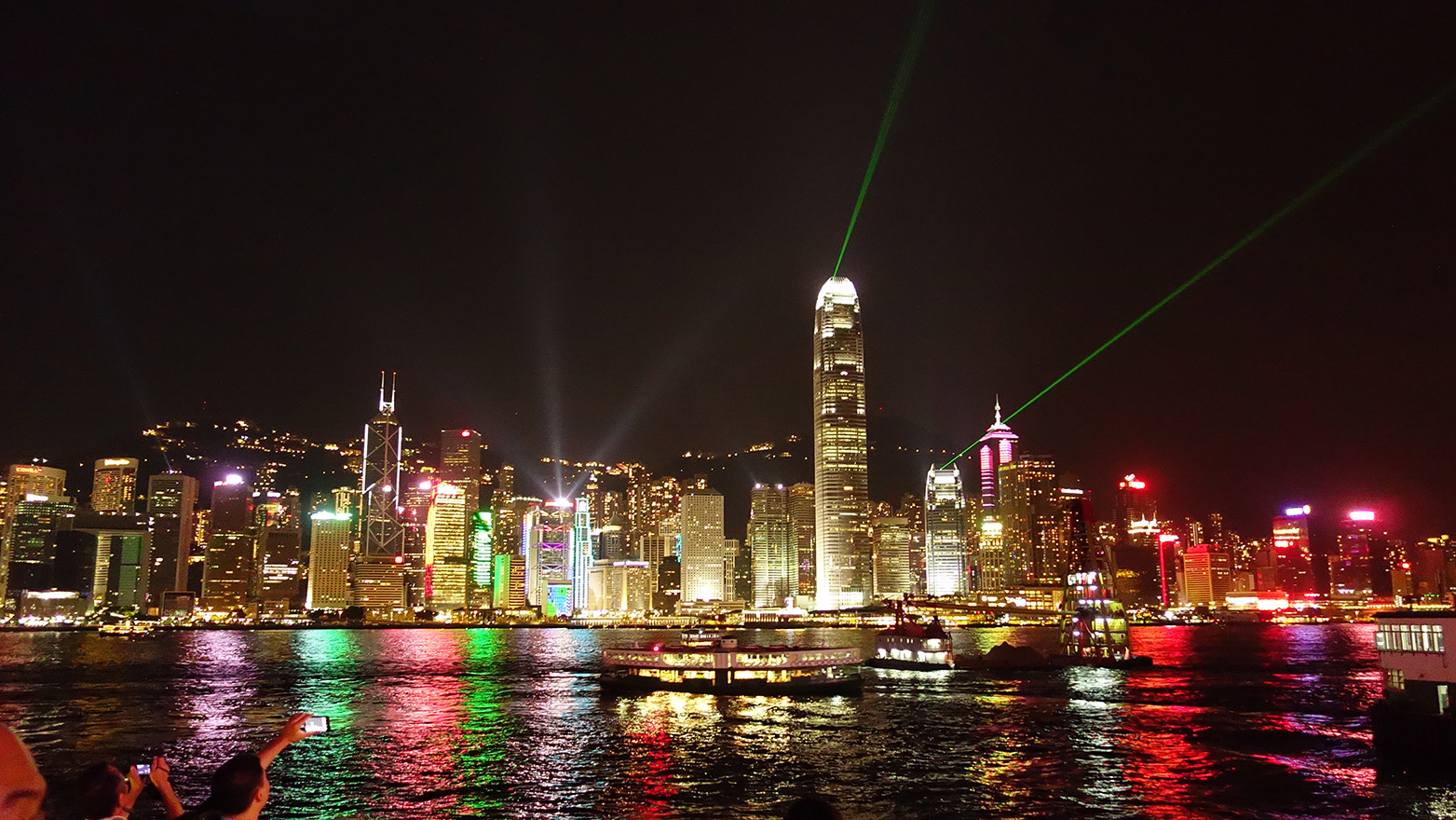
Симфонія вогнів

Симфонія вогнів (англ. A Symphony of Lights; кит. трад.: 幻彩詠香江) — це наймасштабніше щоденне світлове та звукове шоу в Гонконзі, яке проводиться з 17 січня 2004 року. Є найбільшим постійним світло-звуковим шоу у Книзі рекордів Гіннеса. Шоу починається щодня о 20:00 та закінчується о 20:14.

## Передумови проведення
Шоу організовує Гонконзька рада з туризму. Воно починається щовечора о 20 годині за Гонконзьким часом (UTC+8). Музика, яскраві лазерні вогні, піротехнічні феєрверки створюють мультимедійне та звукове шоу, яке триває 14 хвилин. Шоу було створене та запускається компанією LaserVision.
Спеціальні піротехнічні феєрверки додаються до шоу на даху будівель з обох боків гавані Вікторія. Найчастіше феєрверки можна побачити на китайський Новий Рік та Різдво.
Шоу не проводиться, коли є попереджувальний сигнал про насування тропічного циклону або сильного дощу, які прогнозує Обсерваторія Гонконгу о 15:00 годині чи після 15:00 години в будь-який день. Симфонія вогнів за цих обставин відміняється, навіть якщо попередження буде скасоване до 20:00. Показ може бути призупинений за обставин настання надзвичайних ситуацій, а також у дні трауру та Годину Землі.

Панорама нічного шоу в гавані Вікторія з Симфонією вогнів

## Теми
Симфонія вогнів складається з п'яти тем, які відображають різноманітність Гонконгу, його динамічну енергію та контрастну культуру.
- Перший сюжет «Пробудження» починається зі спалахів лазерних ліхтарів. Він символізує енергію життя міста. Далі починають з'являтись танцювальні вогні та кольори веселки. Ця тема стосується генезису та потужного зростання Гонконгу.

- Другий сюжет «Енергія» означає живу енергію Гонконгу. Енергія представлена зростаючими кольоровими візерунками та широким світлом лазерних вогнів на нічному небі міста.

- Третій сюжет «Спадщина» представлений традиційними для культури міста вогнями червоних та золотих кольорів, які приносять удачу та щастя. Здебільшого вони відображаються на самих будівлях по обидві сторони гавані. Ця тема супроводжується музикою з використанням китайських народних інструментів. Сюжет символізує колоритну спадщину та багаті культурні традиції Гонконгу.

- Четвертий сюжет «Партнерство» демонструється промінням із лазерів та прожекторів. Проміння з'єднує протилежні сторони гавані, що символізує партнерство.

- У фіналі «Святкування» висвітлюється потужний ритмічний показ калейдоскопічних візерунків, які «танцюють» по гавані. Захоплюючий заключний сюжет означає святкування тісного партнерства між двома сторона гавані та символізує світле майбутнє для світового азійського міста — Гонконг.

## Головні хмарочоси
Показ Симфонії вогнів постійно розширюється за рахунок збільшення кількості хмарочосів. Загальна кількість будівель збільшилась до 40 з обох боків гавані Вікторія. У шоу є присутніми різні види освітлювальних ефектів: лазер, прожектори, світлодіодні (LED) ліхтарі, просте освітлення, прожекторне освітлення (більше ефектів вказано у скобках).

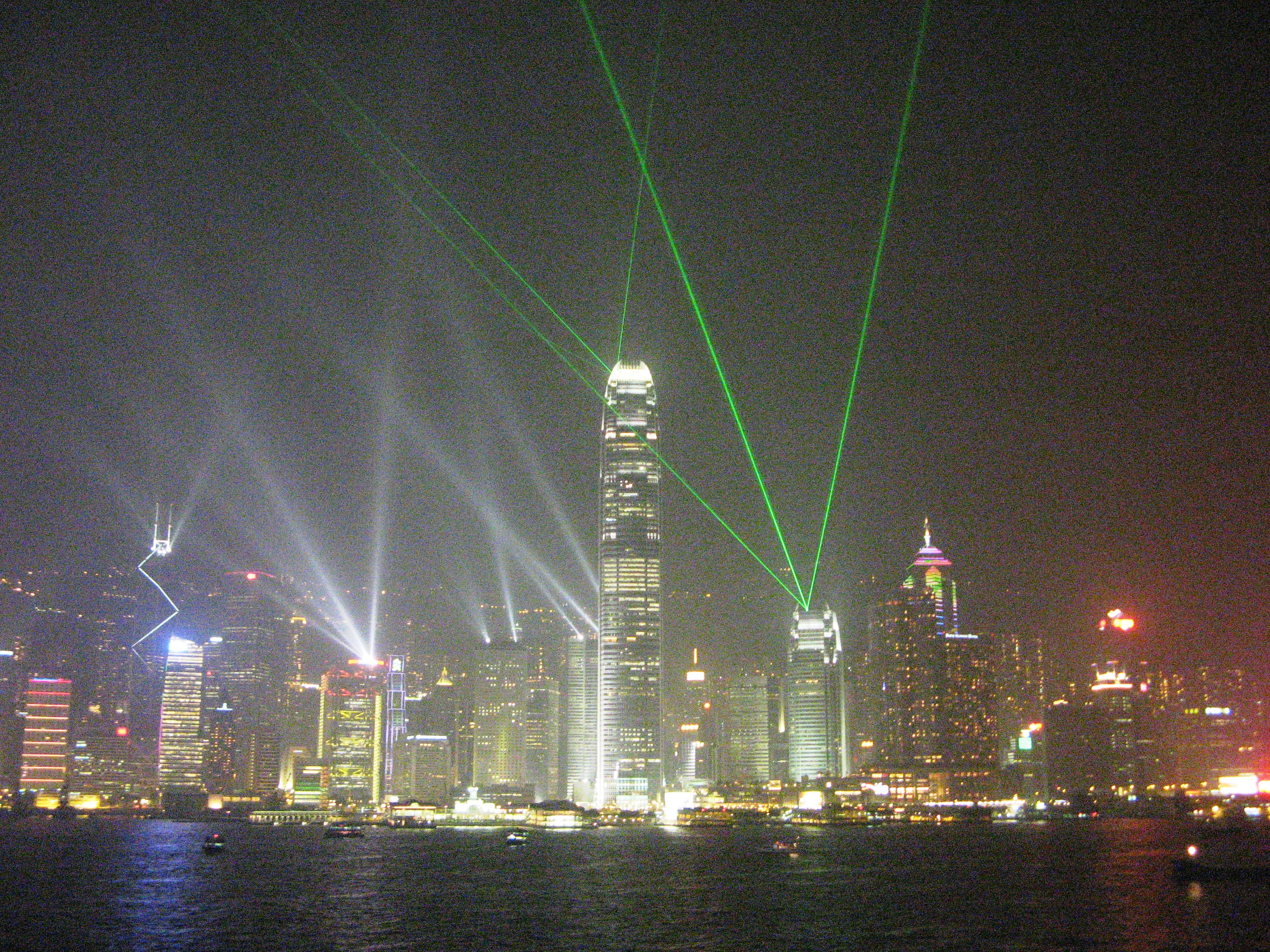
Лазерне шоу Симфонія вогнів

Найкращим місцем для перегляду Симфонії вогнів є набережна Цім Ша Цуй.
У грудні 2017 року шоу перетворило міський пейзаж Гонконгу на справжню симфонію. Гонконзький філармонічний оркестр із використанням традиційних китайських флейт записав нову мелодію для показу.

### Перша фаза
З 17 січня 2004 року Симфонія вогнів на острові Гонконгу на північному березі (включаючи Ван Чай, Адміралтейство та Центр) охоплює стіни 18 будівель як місце проведення шоу. Поступово збільшується кількість хмарочосів із сходу на захід (дужки вказують на освітлювальні прилади; знак ^ вказує на те, що феєрверки тільки у визначені дні).
1. Центр Сан Ганг Каі[en] ^ (з 17 січня 2004 року) [лазер/прожектори]
2. Сентрал Плаза ^ (з 17 січня 2004 року) [лазер]
3. Конференц та виставкоий центр[en] (з 17 січня 2004 року) [світлодіодні ліхтарі]
4. Харткорт Хаус (Гонконг)[en] ^ (з 17 січня 2004 року) [світлодіодні ліхтарі]
5. Гонгконзька академія виконавчого мистецтва (з 17 січня 2004 року) [прожектори/проєкційне освітлення/світлодіодні ліхтарі]
6. Хмарочос MassMutual[en] (з 17 січня 2004 року) [світлодіодні ліхтарі]
7. Урядові установи Queensway[en] ^ (з 17 січня 2004 року) [прожектори]
8. Гонконзька будівля Народного визвольного армійського корпусу Китаю[en] (з 17 січня 2004 року) [прожектори/проєкційне освітлення]
9. Вежа Банку Китаю (з 17 січня 2004 року) [прожектори/світлодіодні ліхтарі]
10. Центр Чунг Конг[en] ^ (з 17 січня 2004 року) [оптичне волокно]
11. Будівля банку HSBC ^ (з 17 січня 2004 року) [прожектори/світлодіодні ліхтарі]
12. Ратуша Гонконгу (з 17 січня 2004 року) [світлодіодні ліхтарі]
13. Ярдін Хаус[en] ^ (з 17 січня 2004 року) [прожектори/проєкційне освітлення]
14. Одна будівля біржі[en] (з 17 січня 2004 року) [прожектори/проєкційне освітлення]
15. Дві будівлі біржі[en] (з 17 січня 2004 року) [прожектори/проєкційне освітлення]
16. Два хмарочоси Міжнародного фінансового центру (з 17 січня 2004 року) [лазер]
17. Один хмарочос Міжнародного фінансового центру (з 17 січня 2004 року) [лазер]
18. Хмарочос Центр (з 17 січня 2004 року) [світлодіодні ліхтарі]
19. Хмарочос CITIC[en] ^ (з 1 травня 2005) [світлодіодні ліхтарі]
20. Центр Хопвелл[en] ^ (з грудня 2004 року) [світлодіодні ліхтарі/лазер]

### Друга фаза
На острові Гонконг додано будівлю:

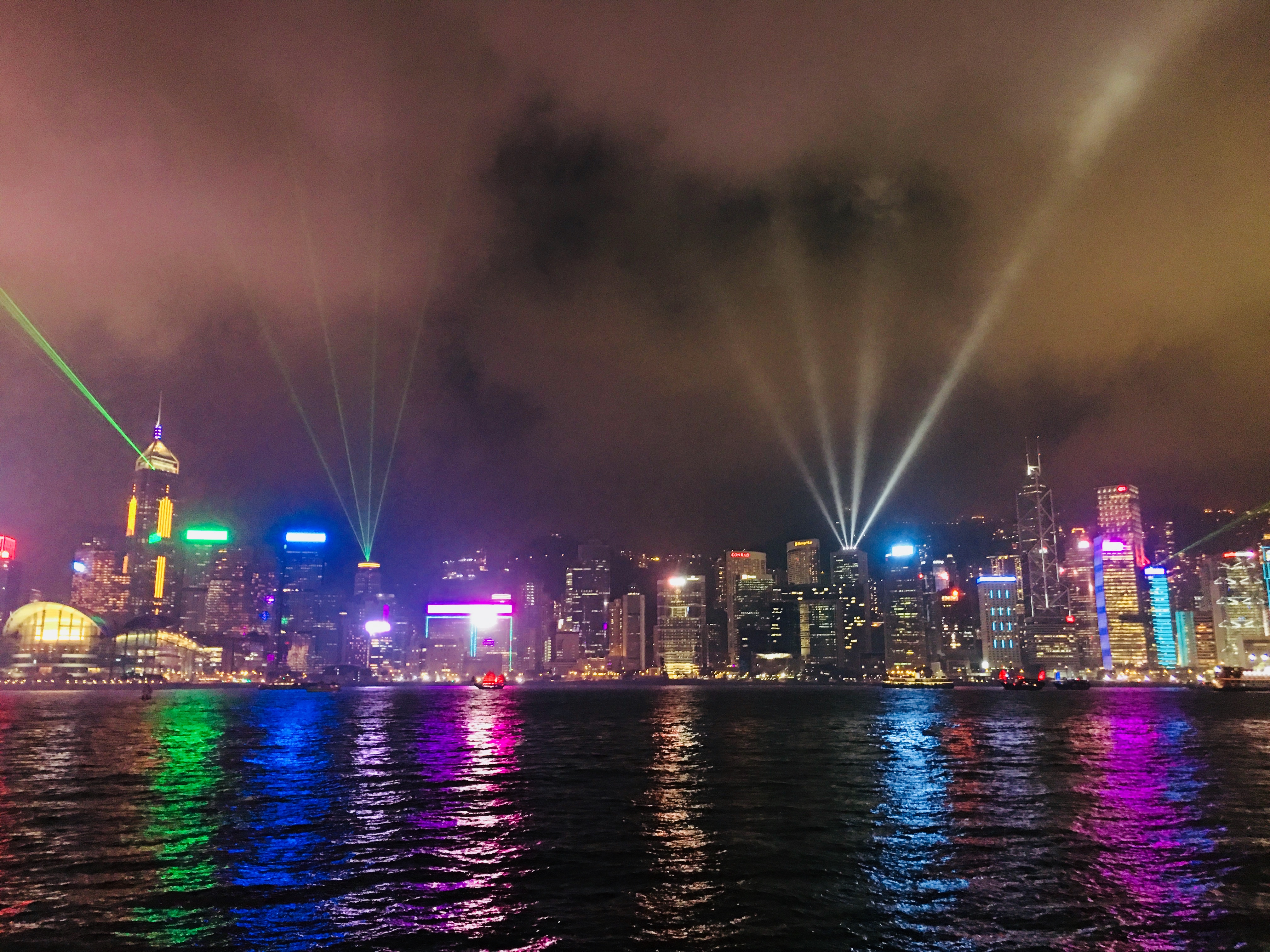
Шоу Гонконгу Симфонія вогнів

1. AIA Central (хмарочос)[en] (з 23 грудня 2005 року) [світлодіодні ліхтарі]

З 23 грудня 2005 року Симфонія вогнів поширилась на півострів Коулун (включаючи Цим Ша Цуй та Ганг Хом). На цьому півострові із заходу на схід додано 12 будівель:
1. Стар Хаус[en] (23 грудня 2005) [прожекторне освітлення]
2. Гонконгський культурний центр[en] ^ (з 23 грудня 2005 року) [прожектори/прожекторне освітлення]
3. One Peking ^ (з 23 грудня 2005 року) [прожектори]
4. Гонконзький музей мистецтв ^ (з 23 грудня 2005 року) [світлодіодні ліхтарі/прожектори/прожекторне освітлення]
5. Півострів Гонконг[en] (з 23 грудня 2005 року) [просте освітлення]
6. Авеню зірок (з 23 грудня 2005 року) [світлодіодні ліхтарі/прожектори]
7. Готель Панорама[en] ^ (з 23 грудня 2005 року) [прожекторне освітлення]
8. Центр Новий Світ[en] ^ (з 23 грудня 2005 року) [прожектори]
9. Центр Цім Ша Цуй[en] (з 23 грудня 2005 року) [світлодіодні ліхтарі/прожектори]
10. Центр Імперія[en] ^ (з 23 грудня 2005 року) [світлодіодні ліхтарі/прожектори]
11. Гонконзький хмарочос ІнтерКонтиненталь Гранд Стенфорд (з 23 грудня 2005 року) [просте освітлення]
12. Гонконзький Колізей (з 23 грудня 2005 року) [світлодіодні ліхтарі/прожектори/проєкції]

### 2007
На острові Гонконг додано дві будівлі із сходу на захід:
1. Хмарочос Банку Америки (з 1 травня 2007 року) [світлодіодні ліхтарі]
2. Хмарочос Standart Chartered Bank (з 1 травня 2007 року) [світлодіодні ліхтарі]

На північному узбережжі півострова Коулуна із заходу на схід нараховується 9 будівель (офіційне об'єднання будівлі «Gateway Tower 5»):
1. The Gateway[en] — Харбор Сіті (з 1 травня 2007 року) [світлодіодні ліхтарі/прожектори]
2. 26 Натан Роуд[en] ^ (з 1 травня 2007 року) [світлодіодні ліхтарі]
3. Океанський термінал[en] — Харбор Сіті (з 26 червня 2007 року) [прожекторне освітлення]
4. Місце Лангхам[en] (з 26 червня 2007 року) [світлодіодні ліхтарі/прожектори]
5. К11[en] (з 26 червня 2007 року) [лазер]
6. Готель Harbourfront Horizon All-Suite (з 26 червня 2007 року) [світлодіодні ліхтарі]
7. Готель Harbourfront Horizon All-Suite (з 26 червня 2007 року) [світлодіодні ліхтарі]
8. EMax[en] (з 26 червня 2007 року) [прожектори]
9. Megabox[en] (з 1 жовтня 2007 року) [світлодіодні ліхтарі/прожектори]

### 2012
У 2012 році до шоу було додано будівлю у Коулуні:
1. Міжнародний комерційний центр (з 1 травня 2012 року) [світлодіодні ліхтарі (LED)/лазер]

### 2014
У 2014 році до шоу на острові Гонконгу було додано нову будівлю :
1. Хмарочос CCB Tower [світлодіодні ліхтарі (LED)/лазер]

У 2014 році до шоу у Коулуні додано:
1. Круїзний термінал Каі Так[en] [прожектори]

## Симфонія вогнів: Новорічний відлік

### 2007
З обох сторін гавані Вікторія напередодні 2008 року на дахах хмарочосів було встановлено піротехніку. За останні 20 секунд 2007 року на дахах двох будівель Міжнародних фінансових центрів почалися феєрверки. Це було яскраве піротехнічне шоу. Канал Reuters Earth TV транслював це новорічне шоу у прямому ефірі на весь світ.

### 2008
Напередодні 2009 року тисячі глядачів збирались вздовж обох сторін гавані Вікторія на святкування Нового Року. За останні 60 секунд до 2009 року (до 23:59:00) було запущено 60-секундний зворотній відлік світлодіодними ліхтарями з піротехнічними ефектами на фасаді двох хмарочосі Міжнародного фінансового центру.

### 2009
Подібний показ був також запущений до приходу 2010 року (23:59:00), а потім почалися феєрверки, встановлені на фасаді двох Міжнародних фінансових центрів.

### 2010
Спеціальний відлік часу для шоу був активований на хмарочосах Гонконгу до приходу 2011 року (до 23:59:00).

## Акція протесту
Вимкнення вогнів у Гонконгу — це кампанія-протест у Гонконгу проти світлового забруднення міста. Організатори акції закликали місцевих жителів Гонконгу відключати свої ліхтарі на 3 хвилини о 20:00 8 серпня 2006 року на знак протесту. Тим не менш виконавчий директор Дональд Цанг відмовився підтримати кампанію із затримкою нічного світлового шоу, бо за його словами ця акція може негативно позначитись на Гонконгу як міжнародній метрополії та туристичній привабливості міста